# 少年ジャックと魔法使い
『少年ジャックと魔法使い』（しょうねんジャックとまほうつかい 英文：JACK AND THE WITCH）は、1967年3月19日封切りの『東映こどもまつり』内で上映された、東映動画製作の劇場用アニメ映画である。イーストマンカラー、東映スコープ、80分。
キャッチコピーは「ボイン・ボイン・ヒャーッってなんのおと？」「ふしぎな森でまいごになったジャックくんとなかよしたち」。

## 概要
北欧の吟遊詩人に歌われた、騎士が悪魔退治で武勲を立てるというイギリス13世紀の叙事詩『ベーオウルフ』をヒントにした作品。ジャック少年が仲間の動物達と共に、世界を悪魔だらけにしようと企む魔女グレンデル一味と戦い、グレンデル配下の小悪魔を元に戻そうという話。
仮題は『ふしぎな世界の大冒険』。
「東映動画設立10周年記念」と銘打って製作された作品で、本作では初期に活躍していた藪下泰次と大工原章が演出と作画監督にそれぞれ登板、当時の東映動画の本流たる作品に仕上げている。特に、偏光フィルターを駆使した特殊効果や、モダン的な背景が目を引く。
音楽は宇野誠一郎がアニメ映画（および東映動画作品）初登板。そして挿入歌の歌詞は、当時NHK総合テレビで放送中の人形劇『ひょっこりひょうたん島』で宇野と関わっていた、山元護久と井上ひさしが担当。この後山元・井上・宇野の3名は、同年7月20日公開の『ひょうたん島』アニメ版や、1968年3月19日公開の『アンデルセン物語』（アニメ映画版）、そして1969年3月18日公開の『長靴をはいた猫』に登板する事となる。なお宇野はこの後「毎日映画コンクール音楽賞」を受賞した。

## キャスト
- ジャック／キキ[1]：中村メイコ
- シバリ（キキの弟）：久里千春
- ネズミのチュウ公：黒柳徹子
- 子グマのプー公／オープニングナレーター：熊倉一雄
- キツネ：大竹宏
- 子犬：水垣洋子
- 魔女グレンデル：山岡久乃
- 小悪魔：伊藤牧子
- 〃：湯浅実
- 〃：中川謙二
- 〃：山本嘉代子
- 〃：芳川和子
- その他：八奈見乗児、野沢雅子、山本圭子、増岡弘、栗葉子、北川真理、山岸比呂美、近藤高子、三十人会

## スタッフ
- 製作：大川博
- 企画：関政次郎、茂呂清一、有賀健
- 演出：藪下泰次
- 演出助手：村山鎮雄、葛西治
- 脚本：関沢新一、高久進
- 撮影：菅原英明
- 音楽：宇野誠一郎
- 美術：小山礼司
- 録音：石井幸夫
- 音響効果：大平紀義
- 編集：千蔵豊
- 作画監督：大工原章
- 原画：古沢秀雄、小田克也、森英樹、平川謹之介、竹内留吉、金山通弘、木野達児、松原明徳
- 動画：斎藤智、小林敏明、藤本芳弘、飯田銈一、笠井晴子、斉藤瑛子、花田玲子、柴田圭子、篠原征子、白石基子、阿久津文雄、小川明弘、浅田清隆、堀池義治、富永勤、田村真也、正井融、草間真之介、佐々木章、長沼寿美子
- 背景：杉本英子、遠藤重義、片倉和子、小林七郎
- トレース：武田澄子、黒沢和子
- 彩色：中林伸子、関口雅子
- ゼログラフィ：松本寿夫
- 仕上検査：新納三郎、新開甫
- 特殊効果：林富喜江、平尾千秋
- 記録：的場節代
- 製作進行：古沢義治

## 挿入歌
全て作詞：井上ひさし、山元護久 / 作曲：宇野誠一郎。
- 「ジャックの唄」
  - 歌：中村メイコ、黒柳徹子、水垣洋子、熊倉一雄
  - 冒頭、ジャック一行が自動車で森へ出発する場面で流される。
- 「小悪魔たちのうた」
  - 歌：三十人会
- 「動物たちとシバリのうた」
  - 歌：久里千春、大竹宏、水垣洋子、熊倉一雄
- 「おはようのうた[2]」
  - 歌：ヴォーチェ・アンジェリカ
  - エピローグ、魔法が解けて小悪魔から元に戻ったチュウ公・キキを始めとする子供たちを連れて、朝日が昇る森を引き上げるジャック一行の場面で流される。

## 映像ソフト
東映ビデオからビデオソフト（VHS）とレーザーディスクが発売されたが、既に廃盤、現在は同じ東映ビデオからDVDが発売&レンタルされている（廉価バージョンの「名作コレクション」もあり）。なお「復刻! 東映まんがまつり」バージョンは発売されてない。

## 同時上映
| 作品名                 | 原作       | （声の）出演                         | 備考                   |
| ---------------------- | ---------- | ------------------------------------ | ---------------------- |
| サイボーグ009 怪獣戦争 | 石森章太郎 | 太田博之、ジュディ・オング、曽我町子 | 劇場用新作             |
| たぬきさん大当り       |            | 富士山竜                             | 1959年作品のリバイバル |
| マグマ大使             | 手塚治虫   | 江木俊夫、岡田真澄、大平透           |                        |

## その他
- 本作のスタッフ（「製作 大川博」を除き）や声優のクレジットは、今までとは異なり、全ストーリーが終わった所でエンディングにクレジットされる方式を取っている。またこの場面には、本作の作画参考用に作られた「クレイモデル」が映されている。